# Jerga
Jerga, "un fenómeno lingüístico que puede explicarse desde la teoría de los actos de habla" (Gutiérrez, 2014, pp. 9-10), es el conjunto de palabras y frases que tienen un sentido de identidad (ciencias sociales) para determinado grupo social y que son parte de su habla informal. También es el vocabulario especializado utilizado por un grupo específico de personas, que permiten la comunicación efectiva entre ellos y que tienden a ser difíciles de entender para aquellos fuera del grupo; esto incluye al lenguaje técnico de grupos profesionales y el argot para todo tipo de palabras y frases entre personas de una misma posición, rango o linaje.
La jerga es parte de las variedades diafásicas de una lengua, lo que se refiere a que su uso está determinado por la situación de comunicación y es diferente a la variedad o lengua estándar, por lo que para los hablantes de ésta puede ser incomprensible.
Al usar la jerga, el hablante tiene la intención "de querer ser comprendido en el significado de sus palabras únicamente por los miembros del grupo social con los que se siente identificado frente a la sociedad en que viven" (de Torres, 1974, p. 420).
Su empleo puede connotar que se está vinculado a una especialización o gremio, o a un deseo defensivo, de intimidad o secreto, o un afán aristocratizante o juguetón o irónico y también una voluntad de mostrar solidaridad, de identificarse con otro.

## Jerga, argot y dialecto
A diferencia del dialecto, la jerga no es una variante geográfica de una lengua, tiene una extensión menor y es exclusiva de grupos sociales determinados. Si la jerga perdura en el tiempo y se generaliza, termina integrándose al dialecto regional; perdiendo su denominación de jerga.
El concepto de jerga incluye al de argot, aunque este último únicamente contiene a la jerga de tipo social. En el uso de la palabra, la diferencia entre argot y jerga no está claramente demarcada y a menudo son términos confundidos.

## Tipos de jerga
Constituyen jergas particulares las de ciertos grupos por distintos motivos:
- Profesionales: necesitan de cierto vocabulario que no es común al resto del idioma para ciertos procesos, instrumentos, etc.[8] Por ejemplo, una persona ajena al ámbito docente diría: «Me gusta la forma de enseñar del profesor», mientras que otro docente diría: «Me gusta la didáctica del profesor».
- Sociales: distintas formas de comunicarse con el propósito de no ser entendido por los demás (por ejemplo en la cárcel) o con intención diferenciadora (de algunos barrios y de adolescentes).[8]

Ejemplos de "jerga delincuencial" en México:
Carrancear = Robar.
Calentada = “Dar una tunda”.
Fierro = Cuchillo
- Culturales y regionales: terminología y modismos usados en regiones, ciudades o países específicos, agregando características que les identifican culturalmente, diferenciándoles por su dialéctica de otros pueblos o naciones. Muchos de estos llegando a modificar notoriamente palabras genéricas en su idioma, hasta personalizarlas tanto que quienes hablan su mismo idioma, pero son de otras regiones, les es difícil entender, como ejemplos de este fenómeno podemos observar la jerga de ciertos barrios de Nueva York o como El Bronx.
- Caso especial "verlan": en el caso del argot que convencionalmente se incluye dentro de la jerga existe un caso en el idioma francés que no atiende a cuestiones sociales, profesionales ni culturales o regionales. Por el contrario es un fenómeno de tipo generacional pues tiene sus orígenes en los años posteriores a la Segunda Guerra Mundial donde comenzó a ser utilizado en gran medida por los jóvenes franceses. Este tipo de argot consiste en dividir una palabra en dos partes para posteriormente invertirlas y con la fonética obtenida crear una nueva palabra mantiendo el significado original. Ejemplos:
Tomber  (Tom-ber)= beton (beton).
Musique (Mu-sique) = Zikmu (sique-mu).
Femme (Fe-mme) = Meuf (Mme-fe).